# Picauville
Picauville é uma comuna francesa na região administrativa da Normandia, no departamento Mancha. Estende-se por uma área de 64,89 km². Em 2010 a comuna tinha 3 308 habitantes (densidade: 51 hab./km²).
Em 1 de janeiro de 2016 as comunas de Amfreville, Cretteville, Gourbesville, Houtteville e Vindefontaine foram fundidas com Picauville. Em 1 de janeiro de 2017 a comuna de Les Moitiers-en-Bauptois foi fundida com Picauville.